# 9e régiment de chasseurs parachutistes
Pour les articles homonymes, voir 9e régiment.
Le 9e régiment de chasseurs parachutistes ou 9e RCP est une unité parachutiste de l'armée de terre française. Il descend du 9e régiment d'infanterie, le 9e plus ancien de France créé en 1616, qui prit part notamment aux campagnes napoléoniennes.
Devenu régiment parachutiste en 1956, il participe à la guerre d'Algérie et, après 1962, aux opérations extérieures au sein de la FMSB au Liban, et au sein de la FINUL toujours au Liban sous le commandement du détachement de soutien logistique.
Le 9e RCP est dissous le 26 juin 1999.

## Création et différentes dénominations
- 1562 : constitution sous Charles IX des Bandes de Normandie par subdivision des Bandes françaises.
- 1616 : création du Régiment de Normandie.
- 1791 : sous la Révolution, tous les régiments prennent un nom composé du nom de leur arme avec un numéro d'ordre donné selon leur ancienneté, le Régiment de Normandie devient le 9e régiment d’infanterie de ligne.
- 1794 : 9e demi-brigade de bataille.
- 1796 : 9e demi-brigade d'infanterie de ligne.
- 1803 : renommé 9e régiment d'infanterie de ligne.
- 1814 : pendant la Première Restauration il est renommé 9e régiment d’infanterie de ligne-Bourbon.
- 1815 : pendant les Cent-Jours il reprend son nom 9e régiment d’infanterie de ligne.
- 1815 : il est licencié lors de la Seconde Restauration.
- 1816 : création de la 9e Légion-Aube-Infanterie de ligne
- 1820 : redevient le 9e régiment d’infanterie de ligne.
- Monarchie de Juillet : devient le 9e régiment d’infanterie.
- Deuxième République et Second Empire : redevient le 9e régiment d’infanterie de ligne.
- Troisième République : il reprend son nom de 9e régiment d’infanterie.
- 1929 : dissolution du régiment.
- 1939 : reconstitution du 9e RI.
- 1940 : nouvelle dissolution le 31 juillet 1940.
- 1956 : 1er juin création du 9e régiment de chasseurs parachutistes à partir du 18e régiment d’infanterie parachutiste de choc.
- 1999 : le 26 juin, dissolution et intégration au 1er régiment de chasseurs parachutistes (1er RCP).

## Chefs de corps
| - 1956 : chef de bataillon Bloch (provisoire) - 1956 : lieutenant-colonel P. Buchoud - 1959 : lieutenant-colonel Brechignac - 1961 : lieutenant-colonel Defert - 1961 : colonel Moniez - 1963 : colonel Cordier - 1965 : colonel Audema - 1967 : lieutenant-colonel Barthez - 1969 : lieutenant-colonel Liron - 1971 : lieutenant-colonel Lartigue - 1973 : lieutenant-colonel Guichard - 1975 : lieutenant-colonel Granger | - 1977 : lieutenant-colonel Bechu - 1979 : lieutenant-colonel de Courrèges - 1981 : lieutenant-colonel Loridon - 1983 : lieutenant-colonel Pormente - 1985 : colonel Godinot - 1987 : colonel Pinatel - 1989 : colonel Champtiaux - 1991 : colonel Amarger - 1993 : colonel Oberto - 1995 : colonel G. Buchoud - 1997 : colonel Servera |

Hormis les colonels Pierre et Gérard Buchoud et le colonel Brechignac, tous les chefs de corps du « 9 » atteindront le grade d'officier général.

## Historique des garnisons, campagnes et batailles

### Ancien Régime
Le 9e régiment de chasseurs parachutistes est l'héritier des bandes de Normandie qui, sous Louis XIII, donneront naissance en 1616 au régiment Royal Normandie, neuvième plus ancien après les Vieux corps: régiments de Picardie (1479), du Piémont (1524), de Champagne (1558) et de Navarre (1558), dont il conserve des traditions, l'emblême de l'archange Saint-Michel du Mont et la devise « Normandie en avant ! ».
- 1653 - 1659 : campagne d'Espagne
- 1672 - 1678 : campagne de Hollande
- 1740 - 1748 : guerre de succession d'Autriche (bataille de Fontenoy, 1745)

### RévolutionetEmpire
- 1793 - 1800 : campagnes d’Égypte et d'Italie
- 1805 - 1815 : campagnes napoléoniennes
  - Austerlitz (1805)
  - Wagram (1809)
  - Moskowa (1812)

### De 1815 à 1852
- 1823 : campagne d'Espagne
- 1847 - 1852 : campagne d'Algérie sous le commandement du colonel Mac Mahon

### Second Empire
- 1855 : guerre de Crimée (siège de Sébastopol)
- 1858 - 1859 : campagne d'Italie
- 1870 - 1871 : guerre franco-allemande

### Première Guerre mondiale
Lors de la Grande Guerre il s'illustre à Verdun (1916), aux Soissonnais (1918) et à L'Ailette (1918).

### Entre-deux-guerres
- Avant d'être dissous en 1929, il est envoyé au Liban et en Syrie en 1925-1926.

### Seconde Guerre mondiale
- Formé le 1er juin 1940 issu du Groupement d'Unités d'Instruction no 11 (les 21e Bataillons des 81e, 13e et 158e RI ) Région Militaire, Centre Mobilisateur d'infanterie ; Réserve A ; RI type NE; il est mis sur pied par le CMI 112. Il est composé de trois bataillons avec la 14e CDAC (Compagnie Divisionnaire Antichar). Affecté au 235e D.L.I.
- Il ne résiste pas à la puissance de feu allemande et est de nouveau dissous le 31 juillet 1940.

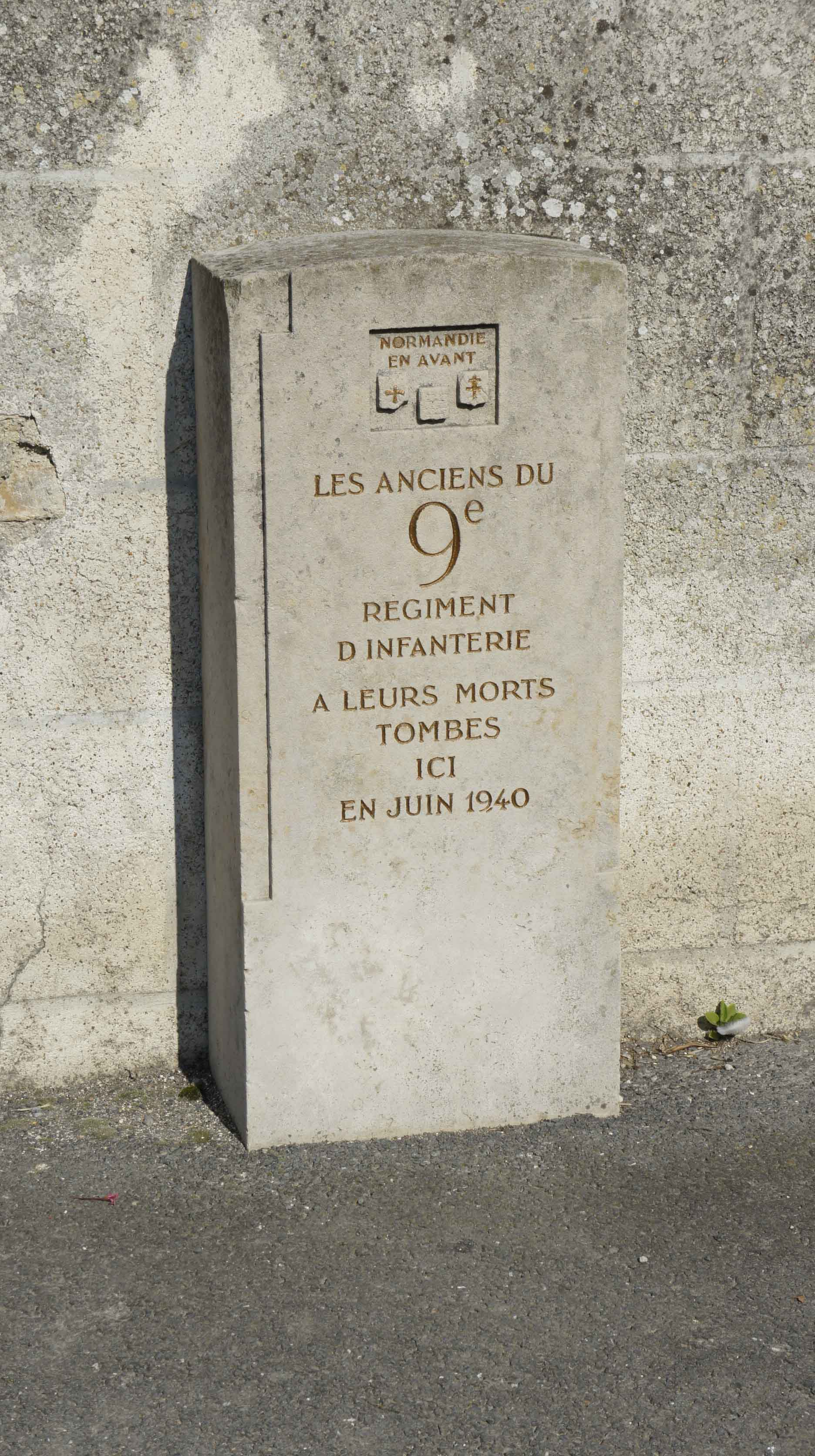
Monument en hommage aux dur combats du 9e à Saint-Masmes au nord de Reims

### Guerre d'Algérie
Le régiment renaît le 1er juin 1956 en Algérie à partir du 4e bataillon du 18e RIPC (18e régiment d'infanterie parachutistes de choc). Transformé en régiment à Laverdure, il intègre à cette même date la 25e DP.En 1960 il remplace à la 10e DP le 1er RCP transféré à la 25e DP.
Il reçoit son drapeau du général Sauvagnac à Batna le 11 novembre 1956.
1956 - 1962 : participation à la guerre d'Algérie. Durant toute la campagne, le 9e RCP participe à la défense de la frontière algéro-tunisienne avec efficacité. L'apogée de son action se situe en avril 1958 lors de la bataille des Frontières, où le sacrifice de la 3e compagnie et notamment de son chef, le capitaine Beaumont, permit l'élimination d'un fort groupement rebelle.

### Depuis 1962
De retour en métropole le régiment est basé à Saint-Sulpice (Groupement d'instruction) et à la caserne Niel de Toulouse.
- 1968 : le régiment part en bataillon constitué en Nouvelle-Calédonie.
- 1979 : la compagnie d'éclairage et d'appui (CEA) part au sud-Liban sous l'égide de l'ONU pour une période de 6 mois.
- 1981 : installation du 9e RCP dans des locaux neufs, le quartier Capitaine-Beaumont à Pamiers.
- 1983 : le « 9 » participe au maintien de l'ordre au Sud-Liban, en particulier à Beyrouth. En 1985, il participe aux maintien de l'ordre en nouvelle Calédonie  de janvier à juîllet, j'y étais.
- 1986 : dans le cadre de la force intérimaire des Nations unies au Liban, il constitue, aux ordres du colonel GODINOT, le dernier Regfrance[Quoi ?] au Sud-Liban et doit faire face à de nombreux accrochages avec les milices armées.
- 1987-1999 : le régiment est présent aux quatre coins du monde, tant à l'étranger : Gabon, République centrafricaine, Tchad, Burundi, Arabie saoudite, Koweït, Ex-Yougoslavie (Mont Igman), Irak et Turquie, que dans les DOM-TOM : Guyane, La Réunion, Mayotte et Nouvelle-Calédonie.
- 1993 : la 1re compagnie participe à des combats dans Mogadiscio en Somalie en juin 1993, dans le cadre de l'ONUSOM.
- 1994 : le régiment constitue, aux ordres du Colonel OBERTO, le BATINF 2 engagé à Sarejevo sous mandat de l'ONU/ FORPRONU.
- 1998 - 1999 : dernière participation du 9e RCP à la FINUL (CEA).

Dans le cadre des restructurations consécutives à la fin du service national, la garnison du 1er RCP de Souge est dissoute en juin 1999. Le 26 juin 1999, le drapeau du 1er RCP est repris par le 9e RCP qui change donc d'appellation, devenant ainsi le 1er RCP. Le 9e RCP disparaît dès lors  définitivement de l'ordre de bataille à cette date.

### Garnisons successives
- 1956 : Montauban (centre d'instruction)
- 1962 : Saint-Sulpice (camp d'instruction) - Caserne Niel Toulouse
- 1981 : Pamiers - Quartier Capitaine Beaumont

## Traditions
Les parachutistes de ce régiment portaient le béret rouge et la fourragère aux couleurs du ruban de la croix de guerre 1914-1918.

### Devise
Normandie en avant !

### Insigne

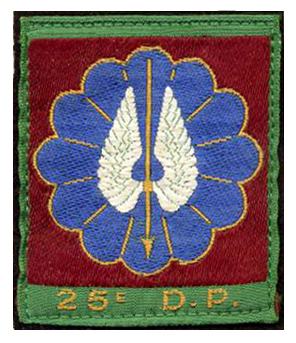
Insigne d'épaule de la 25e DP
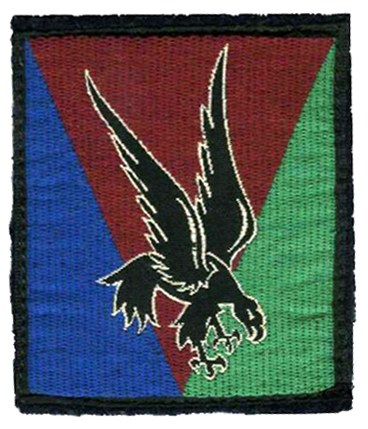
Insigne d'épaule de la 10e DP
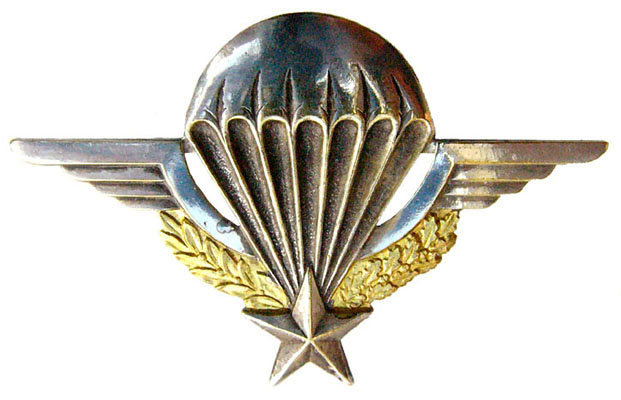
Brevet Parachutiste

### Drapeau
Le 9e RCP ne dispose pas de son propre drapeau, il est le gardien de celui du 9eRI, sur lequel sont portées, cousues en lettres d'or dans ses plis, les inscriptions suivantes,:
- Austerlitz 1805
- Wagram 1809
- La Moskova 1812
- Sébastopol 1856
- Verdun 1916
- Soissonnais 1918
- l'Ailette 1918
- AFN 1952-1962

### Décorations
Sa cravate est décorée de la croix de Guerre 1914-1918 avec 3 palmes, 1 étoile de vermeil, 1 étoile d'argent.
Il a le droit au port de la fourragère aux couleurs du ruban de la croix de guerre 1914-1918.
Depuis la fin de la guerre d'Algérie en 1962, le régiment demeure un des deux seuls régiments d'appelés du contingent à avoir reçu une citation à l'ordre de l'armée, au Liban en 1986 (l'autre régiment étant le 17e RGP).

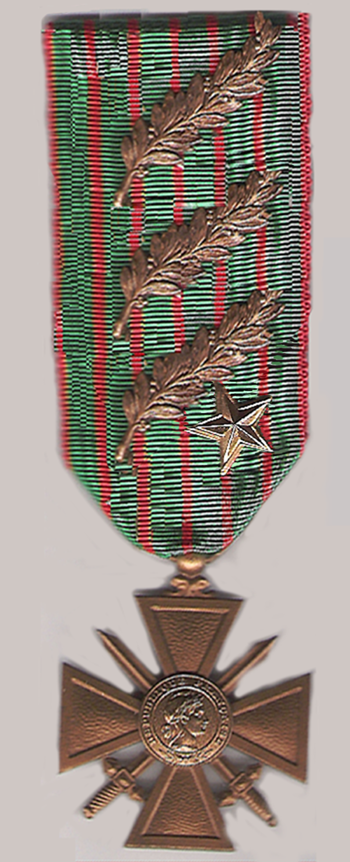
Croix de Guerre 1914-1918
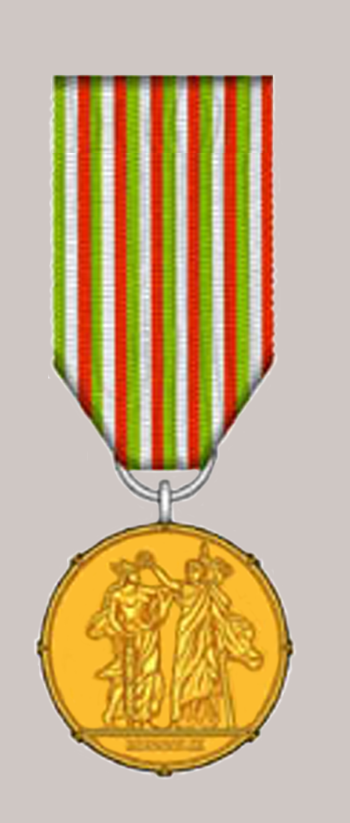
Médaille d'or de la Ville de Milan
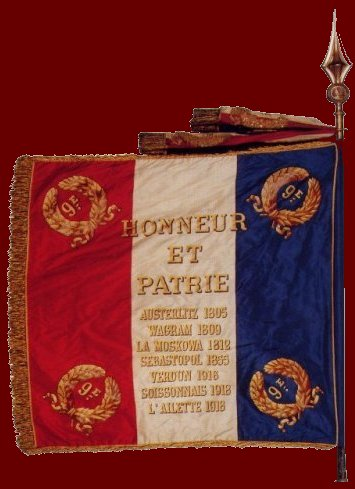
Drapeau du 9e RCP.
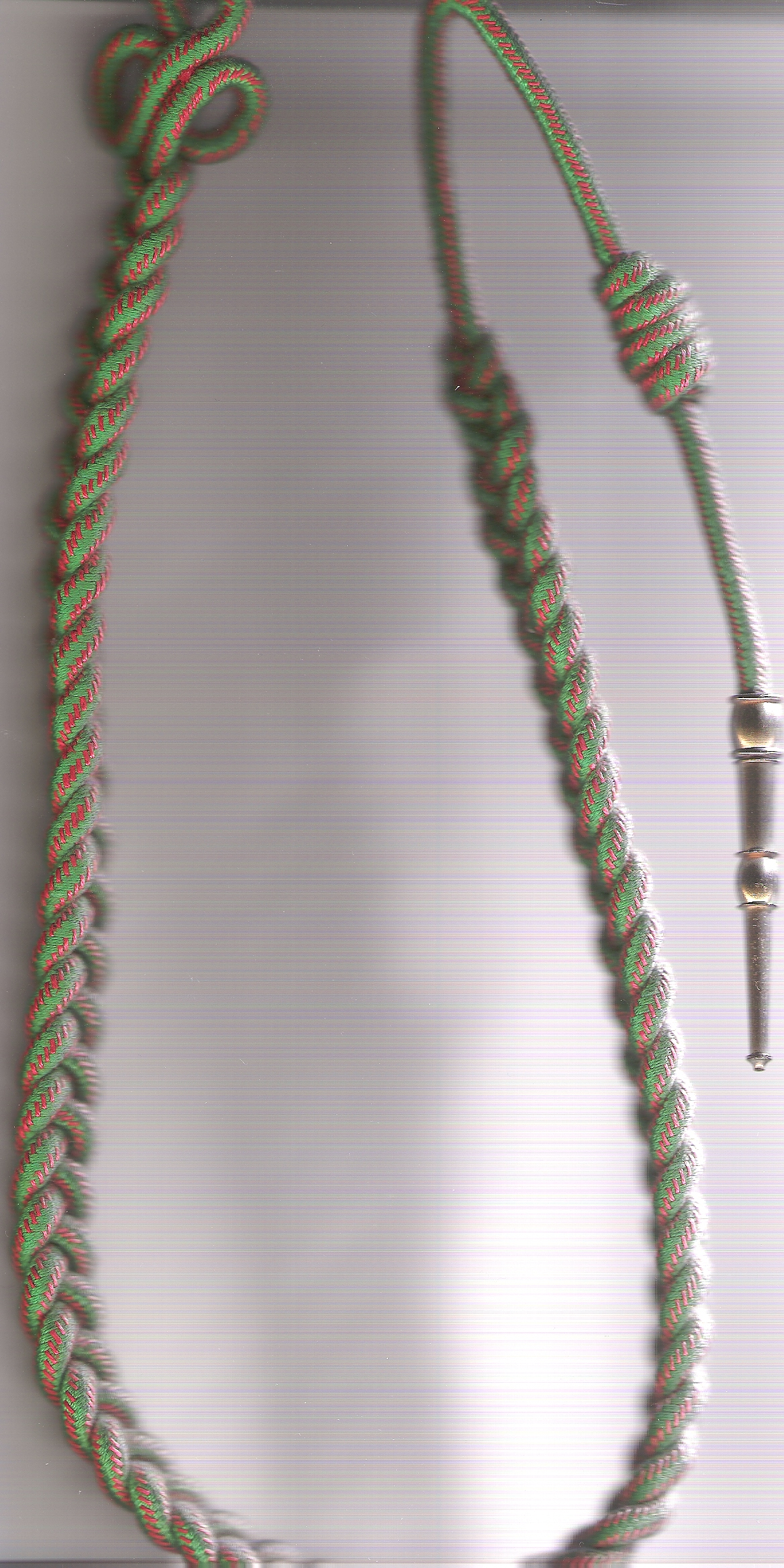
Fourragère aux couleurs du ruban de la croix de guerre 1914-1918.

### Chant
Le chant régimentaire de l'unité était "En avant Normandie".

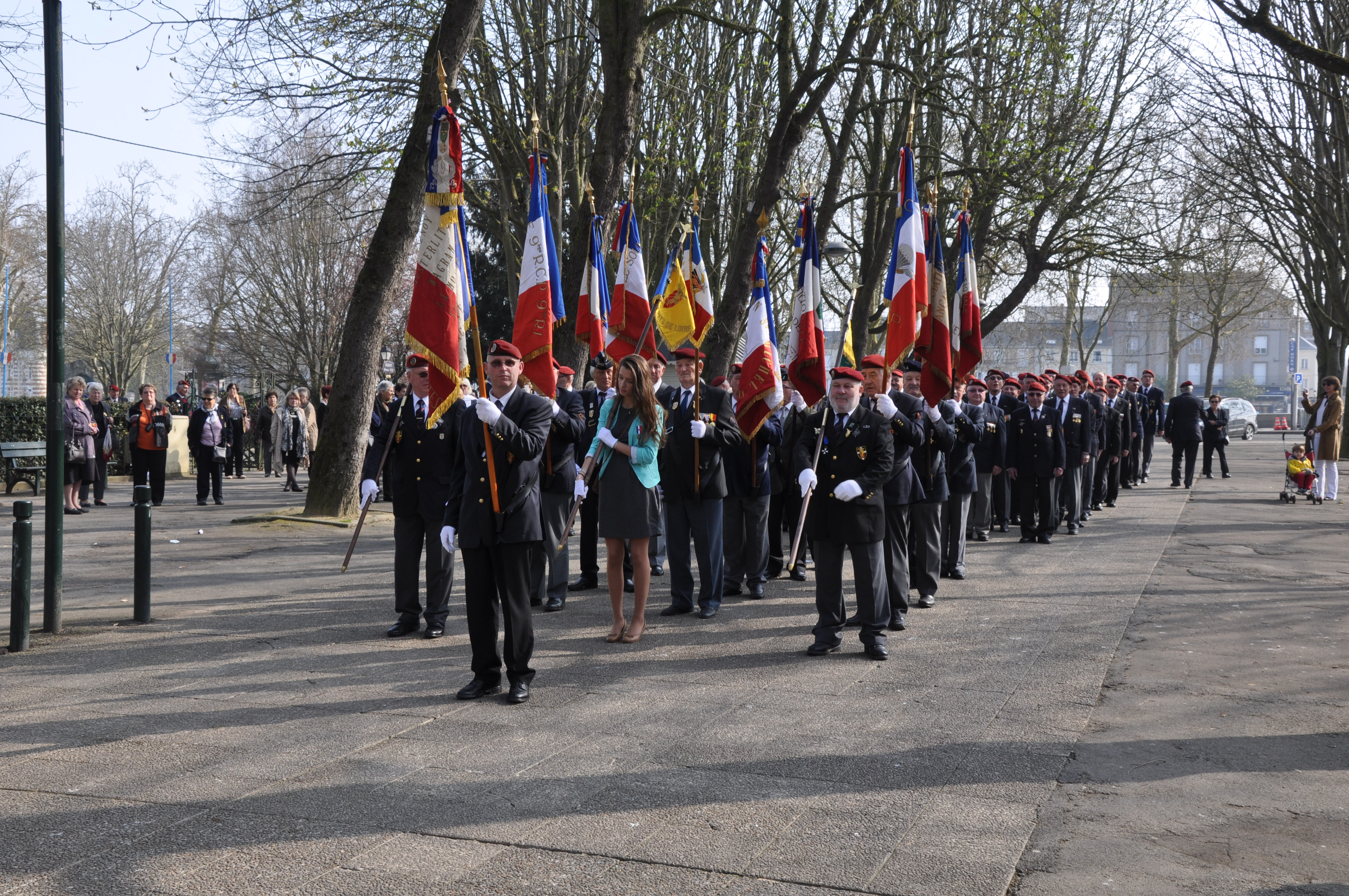
Le 9e régiment de chasseurs parachutistes à Laval pour une assemblée générale (mars 2012).
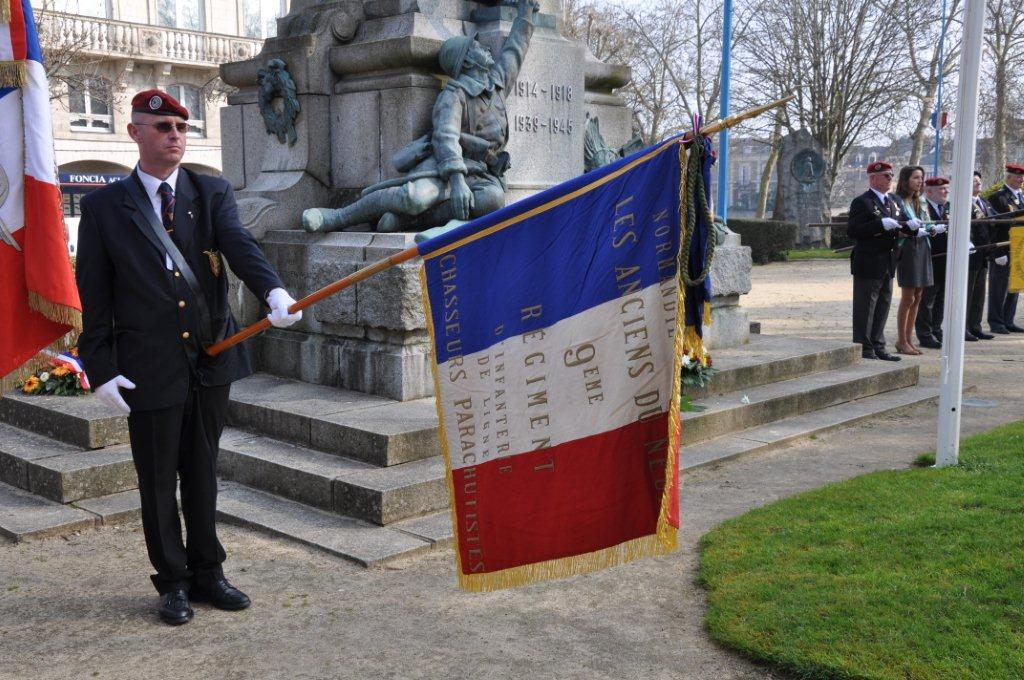
Porte-drapeau du 9e régiment de chasseurs parachutistes devant le monument aux morts de Laval (mars 2012).
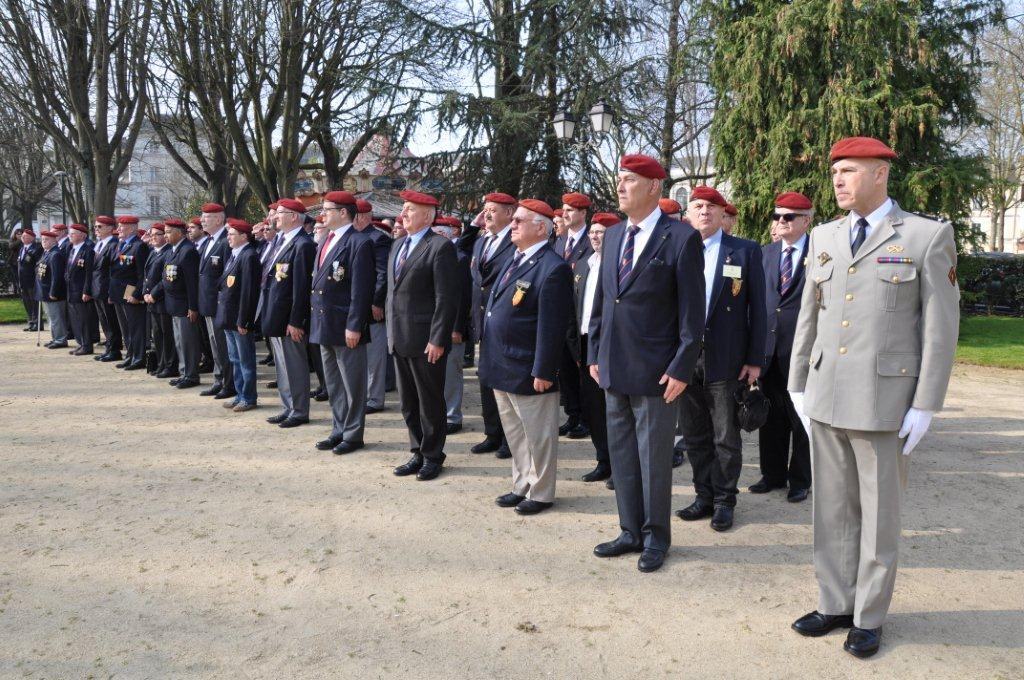
Cérémonie des anciens du 9e régiment de chasseurs parachutistes à Laval (mars 2012).
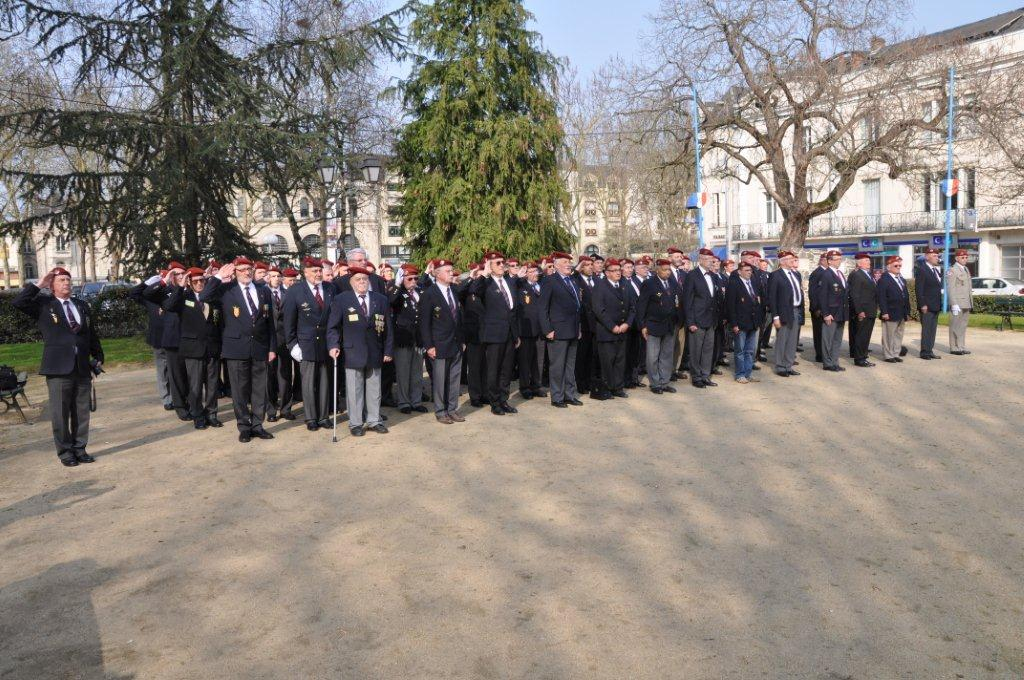
Cérémonie des anciens du 9e régiment de chasseurs parachutistes à Laval (mars 2012).

## Personnalités ayant servi au9erégimentde chasseurs parachutistes
- Capitaine Serge Beaumont, parrain de la 192e promotion de l'Ecole spéciale militaire de Saint-Cyr (2005-2008).
- Capitaine Claude Barrès, parrain de la 31e promotion de l'École militaire interarmes (1991-1993).
- Colonel Emile Gueguen[9], parrain de la 44e promotion de l'École militaire interarmes (2004-2006)[10].
- Sous-lieutenant Gérard-Joseph Poinso, parrain de la promotion 84/12 des EOR de Saint-Cyr-Coëtquidan (décembre 1984-mars 1985)[11].
- Sous-lieutenant Gérard-Joseph Poinso, parrain de la promotion 94/04 des EOR de l'Ecole d'application de l'infanterie (avril 1994-juillet 1994).
- Aspirant Raymond Alberty, parrain de la promotion 92/10 des EOR de l'Ecole d'application de l'infanterie (octobre 1992-janvier 1993).
- Adjudant-chef André Breton, parrain de la 205e promotion de l'ENSOA (2002-2003)[12]
- Adjudant-chef Pascal Correia, parrain de la 287e promotion de l'ENSOA (2012-2013)[13].
- Adjudant-chef Jean-Bernard Monchotte, parrain de la 374e promotion de l'ENSOA (2024-2025)[14].
- Colonel Pierre Buchoud, chef de corps du 9e RCP (1956-1959).
- Lieutenant-colonel Jean Bréchignac, chef de corps du 9e RCP (1959-1961).
- Général Jean-Louis Georgelin, chef d'état-major des Armées (2006-2010).
- Général Bernard Janvier, commandant de la Division Daguet lors de la Guerre du Golfe (1991).
- Général Bertrand de La Chesnais, major général de l'armée de Terre (2014-2017), puis homme politique.
- Général Philippe Rondot : intègre en 1962 le 9e RCP en tant que lieutenant avant de rejoindre en 1964 le SDECE[15].
- Général Christian Piquemal, commandant de la Légion étrangère (1994-1999), puis homme politique.
- Général Dominique Champtiaux, chef de corps du 9e RCP (1989-1991), directeur des opérations de la DGSE.
- Jean Cornuault, chef de bataillon au 9e RCP puis magistrat[16],[17]. Juge d'instruction dans l'affaire Mesrine et Willoquet[18].
- François Casta, aumônier militaire.
- René Resciniti de Says, militant politique.
- Patrice Latron, préfet.
- Yvan Benedetti, militant politique.
- Sébastien de Courtois, écrivain et journaliste.

- Pascal Pelletier, dessinateur.
- Jean-Jacques Savin, explorateur et aventurier.
- Stéphane Maître, avocat.

## Sources et bibliographie
- Collectif, Histoire des parachutistes français, tomes 1 et 2, éditions Société de production littéraire, 1975
- Baltzer J et Micheletti E, Insignes et brevets parachutistes de l'armée française, éditions Histoire et collections, 2001  (ISBN 2-913-903-118)
- Parvulesco, Les Paras l'honneur de servir, éditions ETAI, 2006  (ISBN 2-7268-9452-6)

- Dufour, 9e RCP, de Souk Ahras à Sarajevo, Lavauzelle, 1995